# John Gotti
 (février 2012).
Si vous disposez d'ouvrages ou d'articles de référence ou si vous connaissez des sites web de qualité traitant du thème abordé ici, merci de compléter l'article en donnant les références utiles à sa vérifiabilité et en les liant à la section « Notes et références ».
Pour les articles homonymes, voir John Gotti, Jr. et Gotti (homonymie).
John Gotti, né le 27 octobre 1940, Bronx, New York et mort le 10 juin 2002, Springfield (surnommé The Dapper Don et The Teflon Don ou Johnny Boy dans sa jeunesse) est un gangster américain d'origine italienne, qui fut parrain de la famille Gambino, l'une des cinq familles mafieuses de New York de la mafia américaine.
Gotti et ses frères grandissent dans la pauvreté et se tournent vers la vie criminelle très jeunes. Il opère dans le quartier d'Ozone Park, dans l'arrondissement de Queens à New York. Il est remarqué par Carlo Gambino après avoir vengé l'enlèvement du neveu du capo di tutti capi. Gotti devient rapidement un des membres les plus rentables de la famille Gambino et protégé du sous-boss Aniello Dellacroce.
Après la mise en examen de plusieurs membres de son équipe pour vente de stupéfiants, Gotti prend de la distance avec la famille Gambino. De peur que lui et son équipe ne soient tués pour avoir bravé l'interdit (édicté par le parrain Paul Castellano, successeur de Gambino) de vente de drogue, Gotti organise l'assassinat de Castellano, qui a lieu le 16 décembre 1985, et prend par la suite le contrôle de la famille. De fait, Gotti devient un des parrains les plus puissants du crime organisé américain, faisant des centaines de millions de dollars de bénéfice dans les domaines de la construction, du vol de camions, des prêts à taux usuraire, des paris, de l'extorsion et autres activités criminelles.
Gotti commence alors à attirer l'attention des médias par sa personnalité excessive et son style flamboyant, qui lui valent la plupart du temps les faveurs du public. Alors que ses pairs cherchent à vivre de manière très discrète et fuient particulièrement les médias, Gotti gagne le surnom de « The Dapper Don » (le Don soigné) pour ses costumes sur mesure très chers et le fait qu'il s'affiche dans les médias comme aucun autre parrain ne l'avait fait auparavant. Plus tard, il gagne le surnom de « The Teflon Don » (le Don en téflon) après ses acquittements à la suite de trois procès extrêmement médiatisés. Il sera plus tard révélé que les différents verdicts étaient le résultat de corruption du jury et d'intimidation des témoins. Mais les forces de l'ordre ne se laissent pas impressionner par son style ou sa réputation et elles continuent à rassembler des preuves contre lui, qui le mènent à sa perte.
En 1992, il est trahi par son consigliere Sammy the Bull Gravano et transmet alors le pouvoir à son fils John Gotti, Jr. jusqu'en 1999, puis à son frère Peter jusqu'en 2002, date de sa mort, d'un cancer de la gorge, en prison. Selon l'ancien parrain de la famille Lucchese, Anthony Casso dit Gaspipe « Ce que John Gotti a fait, c'est le début de la fin de Cosa Nostra ».

## Jeunesse
John Joseph Gotti Junior est né le 27 octobre 1940 dans le Bronx à New-York, de John Gotti Senior et Philomena « Fannie » Gotti. Alors que ses deux parents sont nés aux États-Unis, ses ancêtres viennent de San Giuseppe Vesuviano dans la province de Naples. Il est le cinquième d'une famille de treize enfants : sept garçons et quatre filles. John est un des cinq frères qui deviendront affranchis (membres initiés dans la mafia) au sein de la famille Gambino. Eugene Gotti dit « Gene » est initié avant John du fait de l'incarcération de ce dernier en 1976, Peter Gotti est initié sous le règne de son frère en 1988 et Richard V. Gotti est identifié comme caporegime (affranchi dirigeant une équipe de soldats) en 2002. Le cinquième, Vincent, est aussi initié en 2002.
La famille Gotti grandit dans la pauvreté. Son père travaille de manière irrégulière comme travailleur journalier et a une passion pour le jeu. Adulte, John Gotti estime que son père a été incapable de s'occuper correctement de sa famille. À l'école, il a coutume de commettre de petits délits et de harceler d'autres étudiants. Il est finalement exclu de la Franklin K. Lane High School à l'âge de 16 ans.
À l'âge de 12 ans, avec ses frères Peter et Richard, il est déjà impliqué dans les gangs de rue associé avec la mafia de New-York. À l'âge de 14 ans, au début de l'été 1954, Gotti tente de voler sur un chantier de construction, au cours duquel il a les orteils écrasés par une bétonnière. Il passe le reste de l'été à l'hôpital et restera boiteux toute sa vie. Après avoir quitté définitivement l'école à seize ans, il rejoint la bande des Fulton-Rockaway Boys, associés à la mafia. C'est là qu'il rencontre Angelo « Quack-Quack » Ruggiero, dont le surnom provenait du fait qu'il n'arrêtait jamais de parler et Wilfred « Willy Boy » Johnson.
Gotti rencontre sa future femme, Victoria DiGiorgio, qui est à moitié italienne et à moitié juive-russe dans un bar en 1958. Le couple se marie le 6 mars 1962. Ensemble, ils ont cinq enfants : Angela, Victoria, John Jr, Frank (mort le 18 mars 1980) et Peter. Gotti tente de trouver un travail légal comme presseur dans une fabrique de manteaux et comme co-conducteur de camion. Cependant, il ne peut rester sans commettre de crimes et en 1966, il est incarcéré deux fois.

## Ascension

### Associé au sein de la famille Gambino
Dès son adolescence, Gotti effectue des courses pour Carmine Fatico, un caporegime de la famille Gambino, alors connue sous le nom de famille Anastasia, dirigée par leur parrain, Albert Anastasia.
Gotti commence à braquer les cargaisons de camion en provenance de l'aéroport d'Idlewild (plus tard renommé aéroport international John F. Kennedy) avec son frère Gene et son ami Ruggiero. Ce territoire était sous la coupe de la famille Lucchese et plus spécifiquement de la faction de Paul Vario. Cette dernière incluait des gangsters comme Henry Hill et James Burke. À cette époque, il se lie d'amitié avec le futur parrain de la famille Bonanno, Joseph Massino et ce dernier le surnomme "Black John" et "Crazy Horse". C'est encore à cette époque que Gotti rencontre son mentor, le sous-boss de la famille Gambino, Aniello Dellacroce dit "Neil". Dellacroce régale le jeune Gotti de récits glorifiant des événements dans la mafia mettant en scène Anastasia, ce qui mène Gotti à adopter Anastasia comme son modèle de référence.
En février 1968, Gotti est identifié par des employés de United Airlines pour des vols de marchandises à l'aéroport d'Idlewild. Peu de temps après, le FBI l'arrête pour cette affaire. Deux mois plus tard, Gotti est arrêté une troisième fois pour vol de marchandises alors qu'il est en liberté sous caution, cette fois pour vol d'une cargaison de cigarettes d'une valeur de 50 000 $ à Turnpike dans le New-Jersey. Plus tard dans l'année, Gotti plaide coupable pour le vol de marchandises de Northwest Airlines et il est condamné à trois ans d'emprisonnement au pénitencier fédéral de Lewisburg. Le procureur décide d'abandonner les charges concernant le vol de la cargaison de cigarettes.
Gotti et Ruggiero sont remis en liberté conditionnelle en 1972. Ils retournent dans leur ancienne équipe au Bergin Hunt et au Fish Club, toujours sous la direction de Fatico. Gotti est nommé à la direction des paris clandestins de l'équipe Bergin, où il s'avère être lui-même un tueur efficace. En 1972, Fatico est accusé de prêt à taux usuraire. Une des conditions de sa libération est qu'il ne doit pas rencontrer ses complices identifiés. Gotti n'est pas encore affranchi dans la mafia du fait que les initiations soient interrompues depuis 1957, mais Fatico le nomme néanmoins caporegime actif de l'équipe Bergin peu de temps après sa libération conditionnelle. De par sa nouvelle fonction, Gotti se rend souvent au quartier général de Dellacroce au Ravenite Social Club, endroit où le sous-boss gère les activités de l'équipe. Dellacroce s'est déjà lié à Gotti. Tous les deux ont des profils similaires : ils peuvent avoir des réactions violentes et sont de gros joueurs.
En 1973, Gotti est condamné à une peine de prison ferme dans une prison fédérale pour l'assassinat d'un gangster américano-irlandais, James McBratney. Ce dernier avait enlevé et tué le neveu de Carlo Gambino, Emmanuel Gambino. Cet acte promeut Gotti caporegime.

### Caporegime
En 1983, une enquête fédérale met en accusation 13 membres de la famille Gambino de trafic de drogue. Le propre frère de John Gotti, Gene Gotti, ainsi que son meilleur ami Angelo « Quack-Quack » Ruggiero, sont impliqués. Depuis 1980, les agents fédéraux ont effectué des écoutes téléphoniques au domicile de Ruggiero, et l'ont enregistré en train de traiter les affaires courantes de la famille, notamment de drogue. De plus, les enregistrements permettent de l'entendre exprimer son mépris à l'égard de Paul Castellano parrain des Gambino depuis 1976. Ruggiero a de quoi être inquiet : si Castellano apprend qu'il trafiquait, en violation de la politique anti-drogue de la famille, Ruggiero sera assassiné. La loi fédérale autorisant aux accusés l'accès aux bandes d'enregistrement et leur retranscription par écrit, dans le cadre de la préparation de leur défense, Castellano demande à voir les retranscriptions ; Dellacroce fait tout ce qu'il peut pour les cacher.
Parallèlement, Dellacroce souffre d'un cancer. Ruggiero lui demandant désespérément de l'aide, John Gotti prend sa défense, mais Castellano se montre de plus en plus pressant pour voir les retranscriptions. John Gotti réalise alors qu'il doit agir vite. La mort de son mentor, Dellacroce, le 2 décembre 1985, précipite les choses : Gotti doit prendre le pouvoir en mettant hors-circuit Castellano . Profitant de la mauvaise réputation du parrain, il convainc les membres de la Commission, le comité-directeur de la Cosa-Nostra, de le laisser abattre Castellano et de prendre la tête de la famille Gambino.

### Parrain de la famille Gambino
Le 16 décembre 1985, Thomas Bilotti et Paul Castellano doivent rencontrer le caporegime Franck DeCicco au Sparks Steak House sur la 46e rue. Ils sont abattus en pleine rue par quatre hommes, non-identifiés à l'époque. Certains experts du crime organisé américain, comme Jerry Capeci, estiment qu'il s'agissait d'Angelo Ruggiero, John Carneglia, Vincent Artuso et de Salvatore Scala, agissant pour le compte de John Gotti.
Au moment où il prend les commandes de la famille, Gotti est perçu comme le parrain le plus puissant de la mafia américaine, apportant un revenu annuel de 500 millions $ aux Gambino. Dans son livre Underboss, Sammy Gravano estime le revenu annuel de Gotti, à cette époque, à pas moins de 5 millions $, plus probablement entre 10 et 12 millions $. Malgré le fait qu'il ait été arrêté à trois reprises, il n'a purgé réellement aucune peine de prison, les accusations ayant été annulées ou réduites aux phases de probation ou de détention provisoire. C'est à cette occasion qu'il gagne le surnom de « Don Teflon », que l'on peut traduire par « Le Don antiadhésif », ce qui évoque sa capacité à "glisser" hors d'atteinte de la justice.
Gotti est également surnommé le « Dapper Don », que l'on peut traduire par le « Don Bling Bling », dapper signifiant « soigné, propre sur soi ». Ce surnom provient de sa manière de s'habiller : ses costumes sur-mesure, ses cravates en soie. Son arrogance face aux médias, attitude qu'aucun chef mafieux n'a adoptée avant lui, participe aussi à ce surnom. Son domicile à Howard Beach, dans le Queens, est régulièrement montré à la télévision.
La notoriété de Gotti auprès des médias influe sur les enquêtes en cours : la révélation de ses activités criminelles et la pression des membres de la famille Gambino intimident Romuald Piecyk, qui doit alors témoigner contre Gotti. Lors du procès, en mars 1986, il témoigne qu'il est incapable de se rappeler qui l'a agressé. L'affaire débouche sur un non-lieu et un article du New York Daily News résume l'affaire par ce titre : « I Forgotti », jeu de mots entre I forgot (j'ai oublié) et Gotti. Mais en mai, Gotti était accusé et emprisonné mais cette fois, c'était pour racket et était également acquitté en mars 1987.
Gotti, en tant que nouveau parrain, décide de nommer DeCicco Sous-Boss (Sous-Chef) et promeut Ruggiero caporegime (chef de groupe) de son ancienne équipe. Au même moment, Salvatore « Sammy the Bull (le taureau) » Gravano est élevé au rang de consigliere (conseiller). Gotti aime tenir des assemblées dans des lieux publics. De fait, les autorités peuvent les observer, mais il ne discute alors pas des affaires courantes de la famille.

## Famille
En 1958, Gotti rencontre Victoria Di Giorgio (elle participera en 2012 à Celebrity Apprentice de Donald Trump). Ils se marient le 6 mars 1962 et ont cinq enfants : Angela « Angel », Victoria, John A., Frank et Peter « Pete ». John et sa famille vivent sur la 85e rue dans le quartier new-yorkais huppé de Howard Beach. Gotti aurait eu deux enfants illégitimes, Annabella « Anna » et Lidianna  « Linsay », d'une liaison avec Shannon Connelly, épouse d'Ed Grillo, un homme de la famille Gambino, vivant dans l'arrondissement de Staten Island. À la suite de l'assassinat de Shannon en 1974 (Victoria Di Giorgio fut soupçonnée), Gotti et son épouse reçoivent la garde d'Annabella et Lidianna.
John Gotti a quatre frères : Peter Gotti, Richard Gotti, Gene Gotti et Vincent Gotti. Gotti a des rapports tumultueux avec toute sa famille, qu'il ne cesse de dénigrer. En revanche il a toujours craint et respecté la famille de sa femme.
En 1980, son couple est frappé par une tragédie. Leur voisin, John Favara, renverse et tue son fils, Frank, en voiture alors que ce dernier circule à vélo. Par la suite, Favara reçoit des menaces de mort par téléphone ; Victoria l'attaque à coups de batte de base-ball. Il décide de déménager mais disparait dans un van loué par deux hommes venus de Californie. Gotti, ses hommes et sa femme se trouvant en Floride au moment des faits, aucune preuve n'étaye leur implication dans cet enlèvement, et ils n'ont pas été poursuivis.

## Chute et condamnation

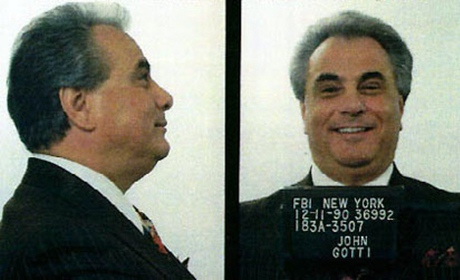
Photographie d’identité judiciaire de John Gotti en 1990.

À partir du moment où il a été accusé, Gotti est longtemps resté sous la surveillance électronique du FBI. Ses clubs et centres d'affaires ferment au fur et à mesure. Il tient donc ses réunions dans des centres commerciaux en public ou au-dessus de son club, dans un appartement prêté par l'épouse d'un ancien membre de la famille. Mais, se sachant sur écoute, c'est à l'extérieur qu'il donne ses consignes aux membres de son clan. Le FBI l'arrête en janvier 1989, mais était libéré heures plus tard (pour attendre le procès d'attentat lieu en 1986 contre un syndicaliste, un certain John O'Connor). Ainsi que Le FBI profite sa liberté pour mettre micros sur du mobilier urbain, tel que les cabines téléphoniques auprès desquelles il se tient. Le FBI utilise ces bandes magnétiques comme preuves, ainsi qu'une autre bande du 12 décembre enregistrée dans un appartement situé au-dessus de Ravenite Social Club. Sur ces bandes qui seront utilisées à charge contre lui par l'accusation, il discute, entre autres, de ses activités criminelles, d'un certain nombre de meurtres qui ont été commis et y dénigre son sous-boss Salvatore « Sammy The Bull » Gravano. Le 9 février 1990, Gotti était également acquitté dans le procès O'Connor.
Le 11 décembre 1990, les agents du FBI et les détectives de New York prennent d'assaut le Ravenite Social Club, et y arrêtent Gotti, Gravano, Frank Locascio et Thomas Gambino. Le lendemain, le New York Times publie un éditorial au sujet de Gotti, accusé de 7 meurtres (dont ceux de Paul Castellano et Thomas Bilotti), préméditation à l'homicide, prêt à taux usurier, racket, obstruction à la justice, jeu illégal et fraude fiscale. Les preuves détenues par le procureur fédéral sont accablantes : bande magnétique, plusieurs témoignages, incluant ceux d'anciens sous-boss de la famille du crime de Philadelphie (dont Philipp Leonetti), prêts à affirmer que Gotti s'est vanté d'ordonner de tuer Castellano. Gravano dénigré par Gotti et persuadé par les procureurs de témoigner, décide de témoigner contre son patron, en échange de la promesse de bénéficier du programme de protection des témoins. Le 2 avril 1992, après 13 heures de délibération, le jury déclare Gotti coupable de chacune des 13 accusations. Pendant le procès, des manifestations de soutien en faveur de l'accusé sont organisées devant le tribunal et le procès attire de nombreux spectateurs dont sa famille : Peter Gotti, Annabella Gotti, Victoria Gotti, Lidianna Gotti, John « Jackie Nose » d'Amico, et des célébrités comme Mickey Rourke.

### Prison

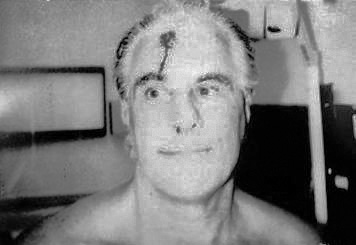
John Gotti après son agression en prison par Walter Johnson.

Le 23 juin 1992, Gotti est condamné à perpétuité sans possibilité de liberté conditionnelle. Censé purger sa peine dans la nouvelle prison fédérale « Supermax » à Florence dans le Colorado, il est finalement envoyé dans la prison la plus ancienne des États-Unis, située dans l'Illinois, à Marion. Son numéro d'identifiant au bureau fédéral des prisons était le 18261-053. Une fois en prison, il est assujetti au régime le plus sévère. Il est maintenu en cellule 23 heures par jour. Sa cellule souterraine mesure 2,50 m sur 2,15 m. Il effectue sa promenade quotidienne, d'une heure, seul dans un lieu clos. Il a droit à deux douches par semaine, à une radio et à un petit téléviseur en noir et blanc dans sa cellule. Ses repas lui sont servis par la fente de la porte. Quatre jours après son arrivée, son père John Gotti Senior meurt d'un arrêt cardiaque à l'âge de 85 ans.
Une fois en prison, il désigne son fils, John Gotti Junior, parrain temporaire de la famille, et nomme pour l'assister un comité de trois capitaines.
Durant son incarcération, Gotti offre 500 000 $ à la « Fraternité Aryenne » (Aryan Brotherhood) pour tuer Walter Johnson, un détenu mentalement instable qui l'a agressé. La Fraternité Aryenne accepte l'offre de Gotti, mais les gardiens s'aperçoivent que Johnson est en danger : il est alors déplacé dans un autre bloc, puis transféré dans une autre prison, où il bénéficie plus tard d'une liberté conditionnelle.

## Décès

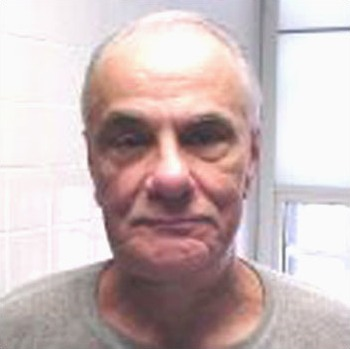
Gotti malade, incarcéré au centre médical pour prisonniers fédéraux de Springfield, le 17 octobre 2001.

Gotti meurt, à 61 ans, d'un cancer de la gorge, à 0 h 45, le 10 juin 2002, au centre médical pour prisonniers fédéraux de Springfield, dans le Missouri. Il était transféré en 1998 dès que le cancer a été diagnostiqué. Cependant sa famille proteste car il n'aurait pas reçu les soins adéquats en prison et aurait eu des problèmes dentaires mal soignés par de fréquentes injections de calcitonine (contre-indiquée en cas de cancer) ce qui aurait aggravé sa maladie.
Après sa mort, le diocèse catholique de Brooklyn annonce que la famille Gotti n'est pas autorisée à organiser une messe avant la mise en terre. Une mesure semblable a été prise contre d'autres chefs du crime organisé, dont Paul Castellano. Cependant la famille de Gotti est finalement autorisée à le faire enterrer dans le caveau familial du cimetière Saint-John (en), dans l'arrondissement de Queens, à côté de son fils Frank.

## Sources
- Gene Mustain et Jerry Capeci, Mob Star: The Story of John Gotti, 2002  (ISBN 0-02-864416-6).
- Jerry Capeci, Gotti: The Rise & Fall, 1996  (ISBN 0-451-40681-8).
- John H. Davis, Mafia Dynasty: The Rise & Fall of the Gambino Crime Family, 1994  (ISBN 0-06-109184-7).

## Films
- Armand Assante a interprété le rôle de John Gotti dans le téléfilm Gotti produit par HBO en 1996.
- Tom Sizemore a interprété John Gotti dans le téléfilm Mafia : la trahison de Gotti en 1998 produit par Robert De Niro. Le film est plutôt consacré au bras droit repenti Sammy « The Bull » Gravano interprété par Nicholas Turturro.
- Anthony Denison a incarné Gotti dans le film La Chute de Gotti. Le film porte essentiellement sur les procès instruits contre lui par Diane Giacalone (surnommée la Dame en Rouge).
- John Travolta incarne John Gotti dans un film intitulé Gotti, réalisé par Kevin Connolly, sortant en 2018.